# La Roche-aux-Fées

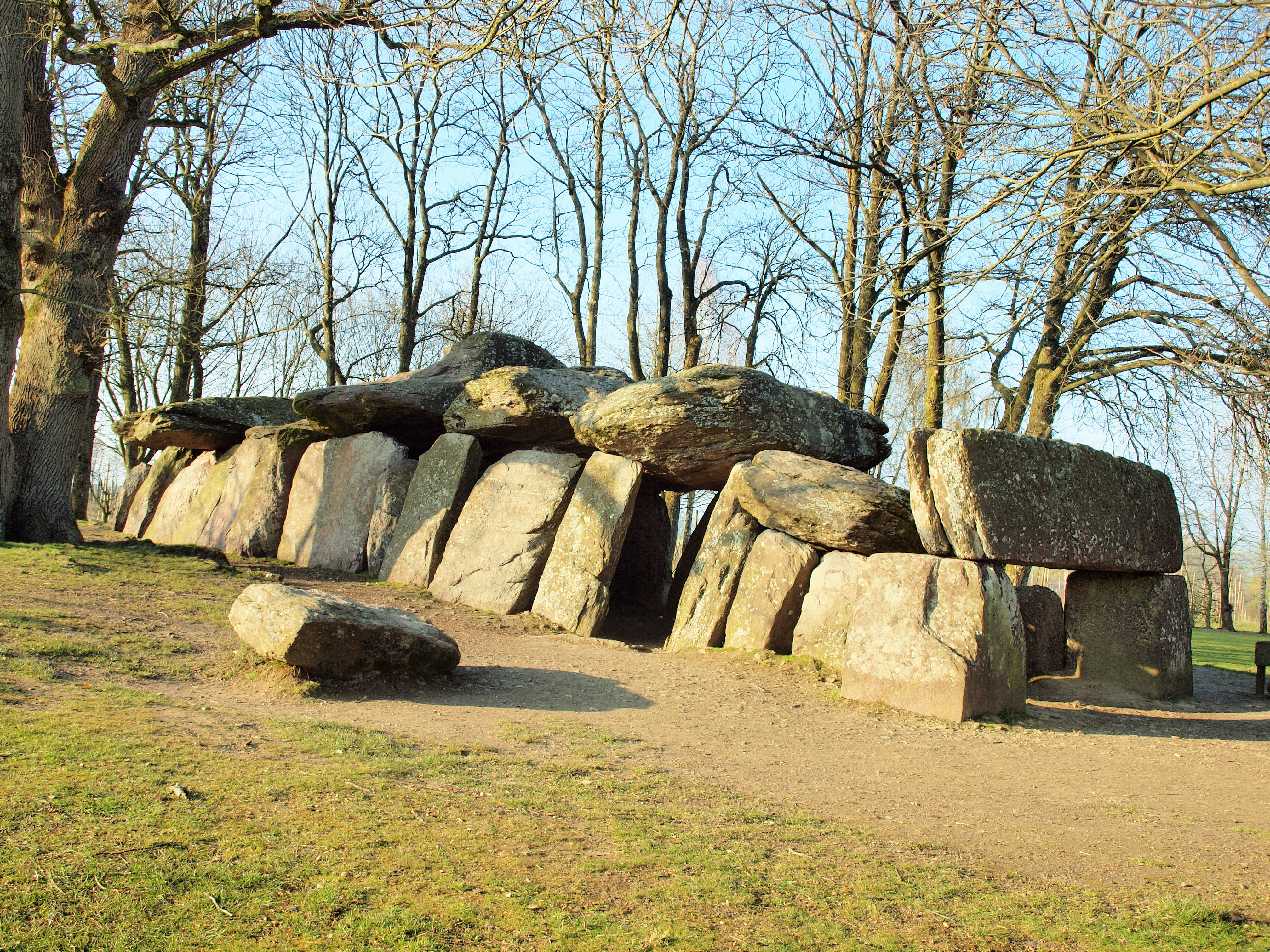
La Roche-aux-Fées

La Roche-aux-Fées – neolityczny grób galeriowy położony na południowy zachód od miejscowości Essé w departamencie Ille-et-Vilaine we francuskiej Bretanii. Od 1840 roku wpisany jest na listę zabytków monument historique.
Pochodzący z 2. połowy III tysiąclecia p.n.e. grobowiec został wzniesiony z różowych łupków kambryjskich, przetransportowanych z odległości ok. 4 kilometrów. Do budowy użyto łącznie 48 bloków, z których najcięższy waży 45 ton. Usytuowana na szczycie wzgórza budowla, długa na 19,5 m, zorientowana jest wzdłuż osi północny zachód-południowy wschód, na linii pozycji Słońca w trakcie przesilenia zimowego. Wewnątrz składa się z przedsionka oraz komory głównej o długości 14 m, szerokości 4 m i wysokości 2 m. Całość pierwotnie przykryta była niezachowanym do dziś nasypem.
Nazwa grobowca pochodzi od wróżek, które według legendy miały go zbudować. Zgodnie z miejscową tradycją w trakcie nowiu Księżyca narzeczeni okrążali megalit, licząc kamienie. Jeżeli obydwoje policzyli je prawidłowo, wróżyło im to szczęście w przyszłym życiu.